# Carrer de la Serradora
El carrer de la Serradora (o de Serrería en castellà) és una via urbana de l'est de València situat entre l'avinguda del Port i l'encreuament amb l'avinguda de Blasco Ibáñez i l'inici del carrer del Marí Blas de Lezo, just a l'estació subterrània de València-Cabanyal.
El 1991 es va completar el soterrament de les vies baix els carrers d'Eivissa, de la Serradora, del Marí Blas de Lezo i de l'Enginyer Fausto Elio, obrint així completament el carrer i el pas dels Poblats Marítims a la resta de la ciutat. Aquest any l'antiga estació del Cabanyal va ser substituïda per la nova i soterrada estació de València-Cabanyal.

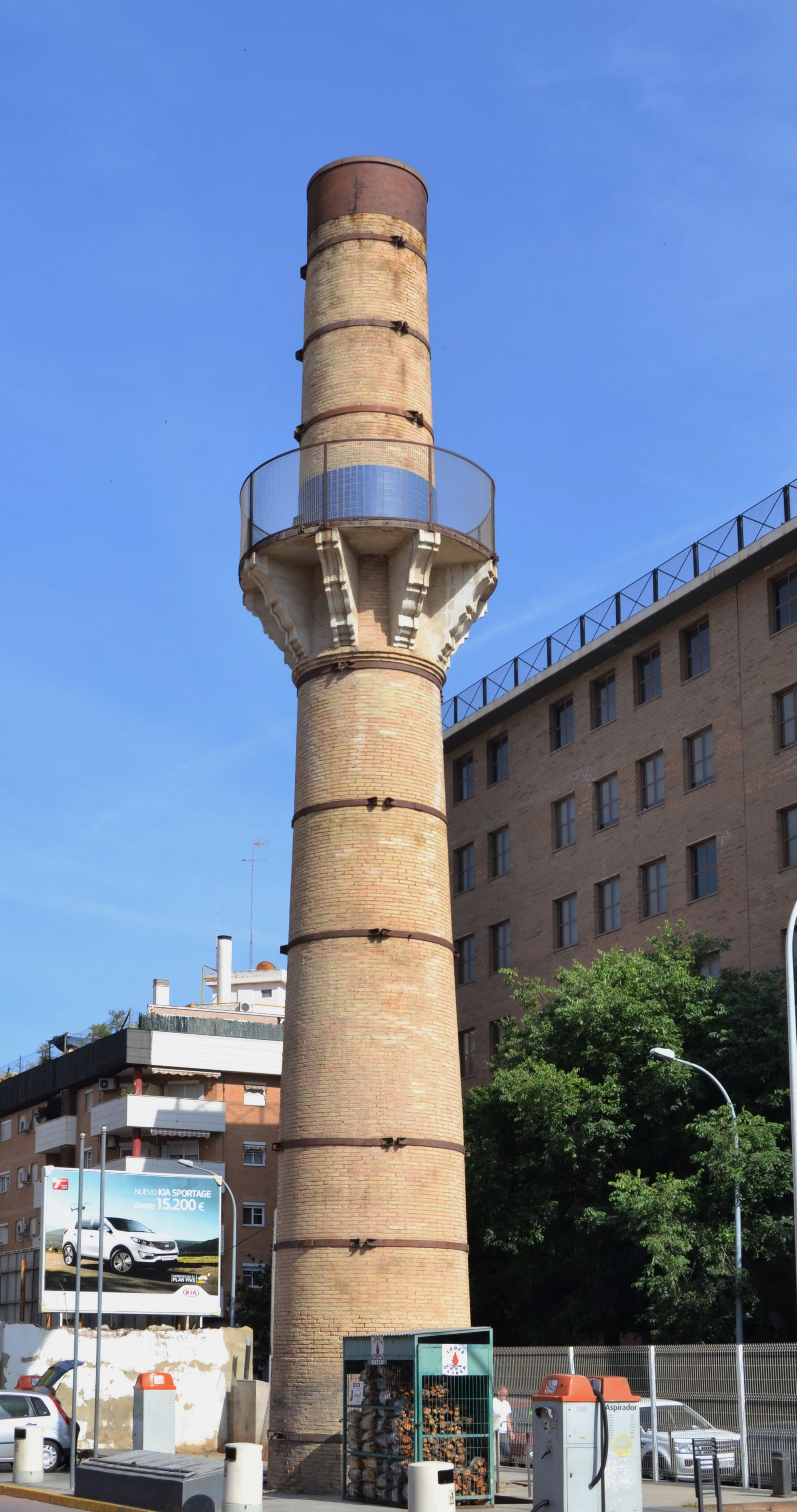
Una de les xemeneies del carrer.

Hi ha dos fumerals com a restes del passat industrial del carrer i de totes les indústries que hi havia ací per la seua proximitat al port de València, però l'estació de València-Cabanyal és possiblement l'element més significatiu del carrer, a més de l'antiga estació que en l'actualitat és un centre cultural, el poliesportiu municipal "El Cabanyal que es troba també molt prop de l'estació, i un centre de salut.